# Bertrando Savelli
Pour les articles homonymes, voir Savelli (homonymie).
Bertrando Savelli (né à Rome et mort le 9 février 1223 ou 1222 en Espagne) est un cardinal italien  de l'Église catholique du XIIIe siècle, nommé par le pape Honorius III.
Issu de la Maison de Savelli, c'est un parent du pape Honorius IV (1285-1287) et des cardinaux Giovanni Battista Savelli (1480), Giacomo Savelli (1539), Silvio Savelli (1596), Giulio Savelli (1615), Fabrizio Savelli (1647), Paolo Savelli (1664) et Domenico Savelli (1853).

## Biographie
Bertrando Savelli est créé cardinal par le pape Honorius III lors du consistoire de décembre 1216.  Il est légat apostolique en France et en Espagne, où il meurt et est l'auteur de plusieurs  sermons sur la vie des saints.